# Baytik
Baytik est un village du district d'Alamüdün dans la province de Tchouï au Kirghizistan. Avant 1991, il portait le nom d'Orto Alysh. En 2009, il avait une population de 2 541 habitants. Le village a été fondé en 1850.

## Annexe